# Caius Cassius Longinus (consul en -96)
Pour les articles homonymes, voir Caius Cassius Longinus et Cassius Longinus.
Caius Cassius Longinus est un homme politique de la République romaine, membre de la famille plébéienne des Cassii Longini ; en 96 av. J.-C., il est élu consul avec comme collègue Cnaeus Domitius Ahenobarbus.